# Anna Coren
Anna Coren (Bathurst, 28 oktober 1975) is een Australische journaliste en internationaal televisiecorrespondente voor CNN met als standplaats Hongkong.

## Carrière
Coren studeerde in 1996 af aan de Charles Sturt-universiteit in de communicatiewetenschappen. Zij werkte een jaar voor het regionale televisienetwerk Prime en anderhalf jaar voor NBN. In 1999 werd ze aangetrokken door Nine Network en begin 2000 verwierf ze een plek als verslaggever voor het National Nine News. In 2002 begon ze nieuwsupdates te presenteren in het programma National Nine Early Morning News.
Corens loopbaan bij Seven Network begon in december 2003 met het presenteren van het late nieuws en de zomereditie van Today Tonight. Sindsdien presenteerde zij veel eenmalige evenementen, zoals Australia's Brainiest Kid, de Edinburgh Military Tattoo in 2015, de Royal Wedding Night en Seven and Zero Hour en The Bali Bombings. Coren presenteerde ook Seven Networks actualiteitenserie True Stories.
In 2005 werd Coren benoemd tot correspondent in de Verenigde Staten voor het Seven News. In deze rol trad ze naar voren met het Global Notebook, onderdeel van het ochtendnieuwsprogramma Sunrise. Tijdens haar correspondentschap in de VS voor Seven Network deed Coren uit Noord-Israël verslag van de oorlog tussen Israël en Hezbollah in 2006 en de G8-top van 2005 in het Schotse Gleneagles. Op 27 januari 2007 werd Coren aangesteld als presentatrice van Today Tonight in plaats van Naomi Robson, die het programma op 1 december 2006 verliet. Haar rol in Today Tonight was regelmatig onderwerp van spot in de televisieprogramma The Chaser's War on Everything.
In september 2008 maakte Coren bekend dat zij Seven Network ging verlaten om voor CNN het correspondentschap in Hongkong op zich te nemen. Op 10 oktober 2008 presenteerde ze voor de laatste keer Today Tonight.
Als CNN-correspondent kwam zij in het Afghaanse Nejrab onder vijandelijk vuur te liggen bij haar verslaglegging over het gevecht van Amerikaanse speciale eenheden met de Taliban. Tijdens de protesten in Hongkong in 2019-2020 en de apocalyptische bosbranden in Australië in 2020 deed Coren ook verslag voor CNN.

## Onderscheidingen
Coren ontving in 2011 en 2012 de Asian Television Award voor Best News Presenter or Anchor vanwege haar werk voor het CNN-programma World Report. In december 2013 kreeg zij haar derde Aziatische televisieonderscheiding met de prestigieuze Best News Story 10 minutes or less voor haar indrukwekkende exclusieve reportage Afghanistan Taliban Firefight.